# Kraljica (šah)
Dama ili kraljica najvrjednija je figura u šahu. Na ploči se može kretati dijagonalno, okomito i vodoravno po crnim i bijelim poljima, dakle u svim smjerovima. Svaki igrač počinje igru s jednom kraljicom, koja se na početku nalazi s lijeve strane kralja. Smatra se da je kraljica po jačini nešto ispred topa i lovca zajedno. Kraljica svoje mogućnosti najviše razvija u otvorenoj igri. Često potencijalna snaga kraljice navodi početnike na preranu ili nepažljivu upotrebu.
Naziv kraljica uobičajen je kolokvijalni naziv, dok se u natjecateljskom šahu koristi naziv dama i potezi damom se zapisuju velikim početnim slovom D. Ako bi damom na donjem dijagramu igrali potez s polja d4 (na kojem se sada nalazi) na polje g7, potez bi zapisali Dd4-g7 ili skraćenom notacijom koja je također dopuštena (i redovita među šahovskim natjecateljima) samo Dg7. U skladu s pravilima zapisivanja poteza, ispred poteza još je potrebno zapisati redni broj poteza pa bi u slučaju da se, na primjer, radi o tridesetsedmom potezu zapisali: 37.Dg7.
|   | a | b | c | d | e | f | g | h |   |
| 8 | d8 white circle · h8 white circle · a7 white circle · d7 white circle · g7 white circle · b6 white circle · d6 white circle · f6 white circle · c5 white circle · d5 white circle · e5 white circle · a4 white circle · b4 white circle · c4 white circle · d4 white queen · e4 white circle · f4 white circle · g4 white circle · h4 white circle · c3 white circle · d3 white circle · e3 white circle · b2 white circle · d2 white circle · f2 white circle · a1 white circle · d1 white circle · g1 white circle | d8 white circle · h8 white circle · a7 white circle · d7 white circle · g7 white circle · b6 white circle · d6 white circle · f6 white circle · c5 white circle · d5 white circle · e5 white circle · a4 white circle · b4 white circle · c4 white circle · d4 white queen · e4 white circle · f4 white circle · g4 white circle · h4 white circle · c3 white circle · d3 white circle · e3 white circle · b2 white circle · d2 white circle · f2 white circle · a1 white circle · d1 white circle · g1 white circle | d8 white circle · h8 white circle · a7 white circle · d7 white circle · g7 white circle · b6 white circle · d6 white circle · f6 white circle · c5 white circle · d5 white circle · e5 white circle · a4 white circle · b4 white circle · c4 white circle · d4 white queen · e4 white circle · f4 white circle · g4 white circle · h4 white circle · c3 white circle · d3 white circle · e3 white circle · b2 white circle · d2 white circle · f2 white circle · a1 white circle · d1 white circle · g1 white circle | d8 white circle · h8 white circle · a7 white circle · d7 white circle · g7 white circle · b6 white circle · d6 white circle · f6 white circle · c5 white circle · d5 white circle · e5 white circle · a4 white circle · b4 white circle · c4 white circle · d4 white queen · e4 white circle · f4 white circle · g4 white circle · h4 white circle · c3 white circle · d3 white circle · e3 white circle · b2 white circle · d2 white circle · f2 white circle · a1 white circle · d1 white circle · g1 white circle | d8 white circle · h8 white circle · a7 white circle · d7 white circle · g7 white circle · b6 white circle · d6 white circle · f6 white circle · c5 white circle · d5 white circle · e5 white circle · a4 white circle · b4 white circle · c4 white circle · d4 white queen · e4 white circle · f4 white circle · g4 white circle · h4 white circle · c3 white circle · d3 white circle · e3 white circle · b2 white circle · d2 white circle · f2 white circle · a1 white circle · d1 white circle · g1 white circle | d8 white circle · h8 white circle · a7 white circle · d7 white circle · g7 white circle · b6 white circle · d6 white circle · f6 white circle · c5 white circle · d5 white circle · e5 white circle · a4 white circle · b4 white circle · c4 white circle · d4 white queen · e4 white circle · f4 white circle · g4 white circle · h4 white circle · c3 white circle · d3 white circle · e3 white circle · b2 white circle · d2 white circle · f2 white circle · a1 white circle · d1 white circle · g1 white circle | d8 white circle · h8 white circle · a7 white circle · d7 white circle · g7 white circle · b6 white circle · d6 white circle · f6 white circle · c5 white circle · d5 white circle · e5 white circle · a4 white circle · b4 white circle · c4 white circle · d4 white queen · e4 white circle · f4 white circle · g4 white circle · h4 white circle · c3 white circle · d3 white circle · e3 white circle · b2 white circle · d2 white circle · f2 white circle · a1 white circle · d1 white circle · g1 white circle | d8 white circle · h8 white circle · a7 white circle · d7 white circle · g7 white circle · b6 white circle · d6 white circle · f6 white circle · c5 white circle · d5 white circle · e5 white circle · a4 white circle · b4 white circle · c4 white circle · d4 white queen · e4 white circle · f4 white circle · g4 white circle · h4 white circle · c3 white circle · d3 white circle · e3 white circle · b2 white circle · d2 white circle · f2 white circle · a1 white circle · d1 white circle · g1 white circle | 8 |
| 7 | d8 white circle · h8 white circle · a7 white circle · d7 white circle · g7 white circle · b6 white circle · d6 white circle · f6 white circle · c5 white circle · d5 white circle · e5 white circle · a4 white circle · b4 white circle · c4 white circle · d4 white queen · e4 white circle · f4 white circle · g4 white circle · h4 white circle · c3 white circle · d3 white circle · e3 white circle · b2 white circle · d2 white circle · f2 white circle · a1 white circle · d1 white circle · g1 white circle | d8 white circle · h8 white circle · a7 white circle · d7 white circle · g7 white circle · b6 white circle · d6 white circle · f6 white circle · c5 white circle · d5 white circle · e5 white circle · a4 white circle · b4 white circle · c4 white circle · d4 white queen · e4 white circle · f4 white circle · g4 white circle · h4 white circle · c3 white circle · d3 white circle · e3 white circle · b2 white circle · d2 white circle · f2 white circle · a1 white circle · d1 white circle · g1 white circle | d8 white circle · h8 white circle · a7 white circle · d7 white circle · g7 white circle · b6 white circle · d6 white circle · f6 white circle · c5 white circle · d5 white circle · e5 white circle · a4 white circle · b4 white circle · c4 white circle · d4 white queen · e4 white circle · f4 white circle · g4 white circle · h4 white circle · c3 white circle · d3 white circle · e3 white circle · b2 white circle · d2 white circle · f2 white circle · a1 white circle · d1 white circle · g1 white circle | d8 white circle · h8 white circle · a7 white circle · d7 white circle · g7 white circle · b6 white circle · d6 white circle · f6 white circle · c5 white circle · d5 white circle · e5 white circle · a4 white circle · b4 white circle · c4 white circle · d4 white queen · e4 white circle · f4 white circle · g4 white circle · h4 white circle · c3 white circle · d3 white circle · e3 white circle · b2 white circle · d2 white circle · f2 white circle · a1 white circle · d1 white circle · g1 white circle | d8 white circle · h8 white circle · a7 white circle · d7 white circle · g7 white circle · b6 white circle · d6 white circle · f6 white circle · c5 white circle · d5 white circle · e5 white circle · a4 white circle · b4 white circle · c4 white circle · d4 white queen · e4 white circle · f4 white circle · g4 white circle · h4 white circle · c3 white circle · d3 white circle · e3 white circle · b2 white circle · d2 white circle · f2 white circle · a1 white circle · d1 white circle · g1 white circle | d8 white circle · h8 white circle · a7 white circle · d7 white circle · g7 white circle · b6 white circle · d6 white circle · f6 white circle · c5 white circle · d5 white circle · e5 white circle · a4 white circle · b4 white circle · c4 white circle · d4 white queen · e4 white circle · f4 white circle · g4 white circle · h4 white circle · c3 white circle · d3 white circle · e3 white circle · b2 white circle · d2 white circle · f2 white circle · a1 white circle · d1 white circle · g1 white circle | d8 white circle · h8 white circle · a7 white circle · d7 white circle · g7 white circle · b6 white circle · d6 white circle · f6 white circle · c5 white circle · d5 white circle · e5 white circle · a4 white circle · b4 white circle · c4 white circle · d4 white queen · e4 white circle · f4 white circle · g4 white circle · h4 white circle · c3 white circle · d3 white circle · e3 white circle · b2 white circle · d2 white circle · f2 white circle · a1 white circle · d1 white circle · g1 white circle | d8 white circle · h8 white circle · a7 white circle · d7 white circle · g7 white circle · b6 white circle · d6 white circle · f6 white circle · c5 white circle · d5 white circle · e5 white circle · a4 white circle · b4 white circle · c4 white circle · d4 white queen · e4 white circle · f4 white circle · g4 white circle · h4 white circle · c3 white circle · d3 white circle · e3 white circle · b2 white circle · d2 white circle · f2 white circle · a1 white circle · d1 white circle · g1 white circle | 7 |
| 6 | d8 white circle · h8 white circle · a7 white circle · d7 white circle · g7 white circle · b6 white circle · d6 white circle · f6 white circle · c5 white circle · d5 white circle · e5 white circle · a4 white circle · b4 white circle · c4 white circle · d4 white queen · e4 white circle · f4 white circle · g4 white circle · h4 white circle · c3 white circle · d3 white circle · e3 white circle · b2 white circle · d2 white circle · f2 white circle · a1 white circle · d1 white circle · g1 white circle | d8 white circle · h8 white circle · a7 white circle · d7 white circle · g7 white circle · b6 white circle · d6 white circle · f6 white circle · c5 white circle · d5 white circle · e5 white circle · a4 white circle · b4 white circle · c4 white circle · d4 white queen · e4 white circle · f4 white circle · g4 white circle · h4 white circle · c3 white circle · d3 white circle · e3 white circle · b2 white circle · d2 white circle · f2 white circle · a1 white circle · d1 white circle · g1 white circle | d8 white circle · h8 white circle · a7 white circle · d7 white circle · g7 white circle · b6 white circle · d6 white circle · f6 white circle · c5 white circle · d5 white circle · e5 white circle · a4 white circle · b4 white circle · c4 white circle · d4 white queen · e4 white circle · f4 white circle · g4 white circle · h4 white circle · c3 white circle · d3 white circle · e3 white circle · b2 white circle · d2 white circle · f2 white circle · a1 white circle · d1 white circle · g1 white circle | d8 white circle · h8 white circle · a7 white circle · d7 white circle · g7 white circle · b6 white circle · d6 white circle · f6 white circle · c5 white circle · d5 white circle · e5 white circle · a4 white circle · b4 white circle · c4 white circle · d4 white queen · e4 white circle · f4 white circle · g4 white circle · h4 white circle · c3 white circle · d3 white circle · e3 white circle · b2 white circle · d2 white circle · f2 white circle · a1 white circle · d1 white circle · g1 white circle | d8 white circle · h8 white circle · a7 white circle · d7 white circle · g7 white circle · b6 white circle · d6 white circle · f6 white circle · c5 white circle · d5 white circle · e5 white circle · a4 white circle · b4 white circle · c4 white circle · d4 white queen · e4 white circle · f4 white circle · g4 white circle · h4 white circle · c3 white circle · d3 white circle · e3 white circle · b2 white circle · d2 white circle · f2 white circle · a1 white circle · d1 white circle · g1 white circle | d8 white circle · h8 white circle · a7 white circle · d7 white circle · g7 white circle · b6 white circle · d6 white circle · f6 white circle · c5 white circle · d5 white circle · e5 white circle · a4 white circle · b4 white circle · c4 white circle · d4 white queen · e4 white circle · f4 white circle · g4 white circle · h4 white circle · c3 white circle · d3 white circle · e3 white circle · b2 white circle · d2 white circle · f2 white circle · a1 white circle · d1 white circle · g1 white circle | d8 white circle · h8 white circle · a7 white circle · d7 white circle · g7 white circle · b6 white circle · d6 white circle · f6 white circle · c5 white circle · d5 white circle · e5 white circle · a4 white circle · b4 white circle · c4 white circle · d4 white queen · e4 white circle · f4 white circle · g4 white circle · h4 white circle · c3 white circle · d3 white circle · e3 white circle · b2 white circle · d2 white circle · f2 white circle · a1 white circle · d1 white circle · g1 white circle | d8 white circle · h8 white circle · a7 white circle · d7 white circle · g7 white circle · b6 white circle · d6 white circle · f6 white circle · c5 white circle · d5 white circle · e5 white circle · a4 white circle · b4 white circle · c4 white circle · d4 white queen · e4 white circle · f4 white circle · g4 white circle · h4 white circle · c3 white circle · d3 white circle · e3 white circle · b2 white circle · d2 white circle · f2 white circle · a1 white circle · d1 white circle · g1 white circle | 6 |
| 5 | d8 white circle · h8 white circle · a7 white circle · d7 white circle · g7 white circle · b6 white circle · d6 white circle · f6 white circle · c5 white circle · d5 white circle · e5 white circle · a4 white circle · b4 white circle · c4 white circle · d4 white queen · e4 white circle · f4 white circle · g4 white circle · h4 white circle · c3 white circle · d3 white circle · e3 white circle · b2 white circle · d2 white circle · f2 white circle · a1 white circle · d1 white circle · g1 white circle | d8 white circle · h8 white circle · a7 white circle · d7 white circle · g7 white circle · b6 white circle · d6 white circle · f6 white circle · c5 white circle · d5 white circle · e5 white circle · a4 white circle · b4 white circle · c4 white circle · d4 white queen · e4 white circle · f4 white circle · g4 white circle · h4 white circle · c3 white circle · d3 white circle · e3 white circle · b2 white circle · d2 white circle · f2 white circle · a1 white circle · d1 white circle · g1 white circle | d8 white circle · h8 white circle · a7 white circle · d7 white circle · g7 white circle · b6 white circle · d6 white circle · f6 white circle · c5 white circle · d5 white circle · e5 white circle · a4 white circle · b4 white circle · c4 white circle · d4 white queen · e4 white circle · f4 white circle · g4 white circle · h4 white circle · c3 white circle · d3 white circle · e3 white circle · b2 white circle · d2 white circle · f2 white circle · a1 white circle · d1 white circle · g1 white circle | d8 white circle · h8 white circle · a7 white circle · d7 white circle · g7 white circle · b6 white circle · d6 white circle · f6 white circle · c5 white circle · d5 white circle · e5 white circle · a4 white circle · b4 white circle · c4 white circle · d4 white queen · e4 white circle · f4 white circle · g4 white circle · h4 white circle · c3 white circle · d3 white circle · e3 white circle · b2 white circle · d2 white circle · f2 white circle · a1 white circle · d1 white circle · g1 white circle | d8 white circle · h8 white circle · a7 white circle · d7 white circle · g7 white circle · b6 white circle · d6 white circle · f6 white circle · c5 white circle · d5 white circle · e5 white circle · a4 white circle · b4 white circle · c4 white circle · d4 white queen · e4 white circle · f4 white circle · g4 white circle · h4 white circle · c3 white circle · d3 white circle · e3 white circle · b2 white circle · d2 white circle · f2 white circle · a1 white circle · d1 white circle · g1 white circle | d8 white circle · h8 white circle · a7 white circle · d7 white circle · g7 white circle · b6 white circle · d6 white circle · f6 white circle · c5 white circle · d5 white circle · e5 white circle · a4 white circle · b4 white circle · c4 white circle · d4 white queen · e4 white circle · f4 white circle · g4 white circle · h4 white circle · c3 white circle · d3 white circle · e3 white circle · b2 white circle · d2 white circle · f2 white circle · a1 white circle · d1 white circle · g1 white circle | d8 white circle · h8 white circle · a7 white circle · d7 white circle · g7 white circle · b6 white circle · d6 white circle · f6 white circle · c5 white circle · d5 white circle · e5 white circle · a4 white circle · b4 white circle · c4 white circle · d4 white queen · e4 white circle · f4 white circle · g4 white circle · h4 white circle · c3 white circle · d3 white circle · e3 white circle · b2 white circle · d2 white circle · f2 white circle · a1 white circle · d1 white circle · g1 white circle | d8 white circle · h8 white circle · a7 white circle · d7 white circle · g7 white circle · b6 white circle · d6 white circle · f6 white circle · c5 white circle · d5 white circle · e5 white circle · a4 white circle · b4 white circle · c4 white circle · d4 white queen · e4 white circle · f4 white circle · g4 white circle · h4 white circle · c3 white circle · d3 white circle · e3 white circle · b2 white circle · d2 white circle · f2 white circle · a1 white circle · d1 white circle · g1 white circle | 5 |
| 4 | d8 white circle · h8 white circle · a7 white circle · d7 white circle · g7 white circle · b6 white circle · d6 white circle · f6 white circle · c5 white circle · d5 white circle · e5 white circle · a4 white circle · b4 white circle · c4 white circle · d4 white queen · e4 white circle · f4 white circle · g4 white circle · h4 white circle · c3 white circle · d3 white circle · e3 white circle · b2 white circle · d2 white circle · f2 white circle · a1 white circle · d1 white circle · g1 white circle | d8 white circle · h8 white circle · a7 white circle · d7 white circle · g7 white circle · b6 white circle · d6 white circle · f6 white circle · c5 white circle · d5 white circle · e5 white circle · a4 white circle · b4 white circle · c4 white circle · d4 white queen · e4 white circle · f4 white circle · g4 white circle · h4 white circle · c3 white circle · d3 white circle · e3 white circle · b2 white circle · d2 white circle · f2 white circle · a1 white circle · d1 white circle · g1 white circle | d8 white circle · h8 white circle · a7 white circle · d7 white circle · g7 white circle · b6 white circle · d6 white circle · f6 white circle · c5 white circle · d5 white circle · e5 white circle · a4 white circle · b4 white circle · c4 white circle · d4 white queen · e4 white circle · f4 white circle · g4 white circle · h4 white circle · c3 white circle · d3 white circle · e3 white circle · b2 white circle · d2 white circle · f2 white circle · a1 white circle · d1 white circle · g1 white circle | d8 white circle · h8 white circle · a7 white circle · d7 white circle · g7 white circle · b6 white circle · d6 white circle · f6 white circle · c5 white circle · d5 white circle · e5 white circle · a4 white circle · b4 white circle · c4 white circle · d4 white queen · e4 white circle · f4 white circle · g4 white circle · h4 white circle · c3 white circle · d3 white circle · e3 white circle · b2 white circle · d2 white circle · f2 white circle · a1 white circle · d1 white circle · g1 white circle | d8 white circle · h8 white circle · a7 white circle · d7 white circle · g7 white circle · b6 white circle · d6 white circle · f6 white circle · c5 white circle · d5 white circle · e5 white circle · a4 white circle · b4 white circle · c4 white circle · d4 white queen · e4 white circle · f4 white circle · g4 white circle · h4 white circle · c3 white circle · d3 white circle · e3 white circle · b2 white circle · d2 white circle · f2 white circle · a1 white circle · d1 white circle · g1 white circle | d8 white circle · h8 white circle · a7 white circle · d7 white circle · g7 white circle · b6 white circle · d6 white circle · f6 white circle · c5 white circle · d5 white circle · e5 white circle · a4 white circle · b4 white circle · c4 white circle · d4 white queen · e4 white circle · f4 white circle · g4 white circle · h4 white circle · c3 white circle · d3 white circle · e3 white circle · b2 white circle · d2 white circle · f2 white circle · a1 white circle · d1 white circle · g1 white circle | d8 white circle · h8 white circle · a7 white circle · d7 white circle · g7 white circle · b6 white circle · d6 white circle · f6 white circle · c5 white circle · d5 white circle · e5 white circle · a4 white circle · b4 white circle · c4 white circle · d4 white queen · e4 white circle · f4 white circle · g4 white circle · h4 white circle · c3 white circle · d3 white circle · e3 white circle · b2 white circle · d2 white circle · f2 white circle · a1 white circle · d1 white circle · g1 white circle | d8 white circle · h8 white circle · a7 white circle · d7 white circle · g7 white circle · b6 white circle · d6 white circle · f6 white circle · c5 white circle · d5 white circle · e5 white circle · a4 white circle · b4 white circle · c4 white circle · d4 white queen · e4 white circle · f4 white circle · g4 white circle · h4 white circle · c3 white circle · d3 white circle · e3 white circle · b2 white circle · d2 white circle · f2 white circle · a1 white circle · d1 white circle · g1 white circle | 4 |
| 3 | d8 white circle · h8 white circle · a7 white circle · d7 white circle · g7 white circle · b6 white circle · d6 white circle · f6 white circle · c5 white circle · d5 white circle · e5 white circle · a4 white circle · b4 white circle · c4 white circle · d4 white queen · e4 white circle · f4 white circle · g4 white circle · h4 white circle · c3 white circle · d3 white circle · e3 white circle · b2 white circle · d2 white circle · f2 white circle · a1 white circle · d1 white circle · g1 white circle | d8 white circle · h8 white circle · a7 white circle · d7 white circle · g7 white circle · b6 white circle · d6 white circle · f6 white circle · c5 white circle · d5 white circle · e5 white circle · a4 white circle · b4 white circle · c4 white circle · d4 white queen · e4 white circle · f4 white circle · g4 white circle · h4 white circle · c3 white circle · d3 white circle · e3 white circle · b2 white circle · d2 white circle · f2 white circle · a1 white circle · d1 white circle · g1 white circle | d8 white circle · h8 white circle · a7 white circle · d7 white circle · g7 white circle · b6 white circle · d6 white circle · f6 white circle · c5 white circle · d5 white circle · e5 white circle · a4 white circle · b4 white circle · c4 white circle · d4 white queen · e4 white circle · f4 white circle · g4 white circle · h4 white circle · c3 white circle · d3 white circle · e3 white circle · b2 white circle · d2 white circle · f2 white circle · a1 white circle · d1 white circle · g1 white circle | d8 white circle · h8 white circle · a7 white circle · d7 white circle · g7 white circle · b6 white circle · d6 white circle · f6 white circle · c5 white circle · d5 white circle · e5 white circle · a4 white circle · b4 white circle · c4 white circle · d4 white queen · e4 white circle · f4 white circle · g4 white circle · h4 white circle · c3 white circle · d3 white circle · e3 white circle · b2 white circle · d2 white circle · f2 white circle · a1 white circle · d1 white circle · g1 white circle | d8 white circle · h8 white circle · a7 white circle · d7 white circle · g7 white circle · b6 white circle · d6 white circle · f6 white circle · c5 white circle · d5 white circle · e5 white circle · a4 white circle · b4 white circle · c4 white circle · d4 white queen · e4 white circle · f4 white circle · g4 white circle · h4 white circle · c3 white circle · d3 white circle · e3 white circle · b2 white circle · d2 white circle · f2 white circle · a1 white circle · d1 white circle · g1 white circle | d8 white circle · h8 white circle · a7 white circle · d7 white circle · g7 white circle · b6 white circle · d6 white circle · f6 white circle · c5 white circle · d5 white circle · e5 white circle · a4 white circle · b4 white circle · c4 white circle · d4 white queen · e4 white circle · f4 white circle · g4 white circle · h4 white circle · c3 white circle · d3 white circle · e3 white circle · b2 white circle · d2 white circle · f2 white circle · a1 white circle · d1 white circle · g1 white circle | d8 white circle · h8 white circle · a7 white circle · d7 white circle · g7 white circle · b6 white circle · d6 white circle · f6 white circle · c5 white circle · d5 white circle · e5 white circle · a4 white circle · b4 white circle · c4 white circle · d4 white queen · e4 white circle · f4 white circle · g4 white circle · h4 white circle · c3 white circle · d3 white circle · e3 white circle · b2 white circle · d2 white circle · f2 white circle · a1 white circle · d1 white circle · g1 white circle | d8 white circle · h8 white circle · a7 white circle · d7 white circle · g7 white circle · b6 white circle · d6 white circle · f6 white circle · c5 white circle · d5 white circle · e5 white circle · a4 white circle · b4 white circle · c4 white circle · d4 white queen · e4 white circle · f4 white circle · g4 white circle · h4 white circle · c3 white circle · d3 white circle · e3 white circle · b2 white circle · d2 white circle · f2 white circle · a1 white circle · d1 white circle · g1 white circle | 3 |
| 2 | d8 white circle · h8 white circle · a7 white circle · d7 white circle · g7 white circle · b6 white circle · d6 white circle · f6 white circle · c5 white circle · d5 white circle · e5 white circle · a4 white circle · b4 white circle · c4 white circle · d4 white queen · e4 white circle · f4 white circle · g4 white circle · h4 white circle · c3 white circle · d3 white circle · e3 white circle · b2 white circle · d2 white circle · f2 white circle · a1 white circle · d1 white circle · g1 white circle | d8 white circle · h8 white circle · a7 white circle · d7 white circle · g7 white circle · b6 white circle · d6 white circle · f6 white circle · c5 white circle · d5 white circle · e5 white circle · a4 white circle · b4 white circle · c4 white circle · d4 white queen · e4 white circle · f4 white circle · g4 white circle · h4 white circle · c3 white circle · d3 white circle · e3 white circle · b2 white circle · d2 white circle · f2 white circle · a1 white circle · d1 white circle · g1 white circle | d8 white circle · h8 white circle · a7 white circle · d7 white circle · g7 white circle · b6 white circle · d6 white circle · f6 white circle · c5 white circle · d5 white circle · e5 white circle · a4 white circle · b4 white circle · c4 white circle · d4 white queen · e4 white circle · f4 white circle · g4 white circle · h4 white circle · c3 white circle · d3 white circle · e3 white circle · b2 white circle · d2 white circle · f2 white circle · a1 white circle · d1 white circle · g1 white circle | d8 white circle · h8 white circle · a7 white circle · d7 white circle · g7 white circle · b6 white circle · d6 white circle · f6 white circle · c5 white circle · d5 white circle · e5 white circle · a4 white circle · b4 white circle · c4 white circle · d4 white queen · e4 white circle · f4 white circle · g4 white circle · h4 white circle · c3 white circle · d3 white circle · e3 white circle · b2 white circle · d2 white circle · f2 white circle · a1 white circle · d1 white circle · g1 white circle | d8 white circle · h8 white circle · a7 white circle · d7 white circle · g7 white circle · b6 white circle · d6 white circle · f6 white circle · c5 white circle · d5 white circle · e5 white circle · a4 white circle · b4 white circle · c4 white circle · d4 white queen · e4 white circle · f4 white circle · g4 white circle · h4 white circle · c3 white circle · d3 white circle · e3 white circle · b2 white circle · d2 white circle · f2 white circle · a1 white circle · d1 white circle · g1 white circle | d8 white circle · h8 white circle · a7 white circle · d7 white circle · g7 white circle · b6 white circle · d6 white circle · f6 white circle · c5 white circle · d5 white circle · e5 white circle · a4 white circle · b4 white circle · c4 white circle · d4 white queen · e4 white circle · f4 white circle · g4 white circle · h4 white circle · c3 white circle · d3 white circle · e3 white circle · b2 white circle · d2 white circle · f2 white circle · a1 white circle · d1 white circle · g1 white circle | d8 white circle · h8 white circle · a7 white circle · d7 white circle · g7 white circle · b6 white circle · d6 white circle · f6 white circle · c5 white circle · d5 white circle · e5 white circle · a4 white circle · b4 white circle · c4 white circle · d4 white queen · e4 white circle · f4 white circle · g4 white circle · h4 white circle · c3 white circle · d3 white circle · e3 white circle · b2 white circle · d2 white circle · f2 white circle · a1 white circle · d1 white circle · g1 white circle | d8 white circle · h8 white circle · a7 white circle · d7 white circle · g7 white circle · b6 white circle · d6 white circle · f6 white circle · c5 white circle · d5 white circle · e5 white circle · a4 white circle · b4 white circle · c4 white circle · d4 white queen · e4 white circle · f4 white circle · g4 white circle · h4 white circle · c3 white circle · d3 white circle · e3 white circle · b2 white circle · d2 white circle · f2 white circle · a1 white circle · d1 white circle · g1 white circle | 2 |
| 1 | d8 white circle · h8 white circle · a7 white circle · d7 white circle · g7 white circle · b6 white circle · d6 white circle · f6 white circle · c5 white circle · d5 white circle · e5 white circle · a4 white circle · b4 white circle · c4 white circle · d4 white queen · e4 white circle · f4 white circle · g4 white circle · h4 white circle · c3 white circle · d3 white circle · e3 white circle · b2 white circle · d2 white circle · f2 white circle · a1 white circle · d1 white circle · g1 white circle | d8 white circle · h8 white circle · a7 white circle · d7 white circle · g7 white circle · b6 white circle · d6 white circle · f6 white circle · c5 white circle · d5 white circle · e5 white circle · a4 white circle · b4 white circle · c4 white circle · d4 white queen · e4 white circle · f4 white circle · g4 white circle · h4 white circle · c3 white circle · d3 white circle · e3 white circle · b2 white circle · d2 white circle · f2 white circle · a1 white circle · d1 white circle · g1 white circle | d8 white circle · h8 white circle · a7 white circle · d7 white circle · g7 white circle · b6 white circle · d6 white circle · f6 white circle · c5 white circle · d5 white circle · e5 white circle · a4 white circle · b4 white circle · c4 white circle · d4 white queen · e4 white circle · f4 white circle · g4 white circle · h4 white circle · c3 white circle · d3 white circle · e3 white circle · b2 white circle · d2 white circle · f2 white circle · a1 white circle · d1 white circle · g1 white circle | d8 white circle · h8 white circle · a7 white circle · d7 white circle · g7 white circle · b6 white circle · d6 white circle · f6 white circle · c5 white circle · d5 white circle · e5 white circle · a4 white circle · b4 white circle · c4 white circle · d4 white queen · e4 white circle · f4 white circle · g4 white circle · h4 white circle · c3 white circle · d3 white circle · e3 white circle · b2 white circle · d2 white circle · f2 white circle · a1 white circle · d1 white circle · g1 white circle | d8 white circle · h8 white circle · a7 white circle · d7 white circle · g7 white circle · b6 white circle · d6 white circle · f6 white circle · c5 white circle · d5 white circle · e5 white circle · a4 white circle · b4 white circle · c4 white circle · d4 white queen · e4 white circle · f4 white circle · g4 white circle · h4 white circle · c3 white circle · d3 white circle · e3 white circle · b2 white circle · d2 white circle · f2 white circle · a1 white circle · d1 white circle · g1 white circle | d8 white circle · h8 white circle · a7 white circle · d7 white circle · g7 white circle · b6 white circle · d6 white circle · f6 white circle · c5 white circle · d5 white circle · e5 white circle · a4 white circle · b4 white circle · c4 white circle · d4 white queen · e4 white circle · f4 white circle · g4 white circle · h4 white circle · c3 white circle · d3 white circle · e3 white circle · b2 white circle · d2 white circle · f2 white circle · a1 white circle · d1 white circle · g1 white circle | d8 white circle · h8 white circle · a7 white circle · d7 white circle · g7 white circle · b6 white circle · d6 white circle · f6 white circle · c5 white circle · d5 white circle · e5 white circle · a4 white circle · b4 white circle · c4 white circle · d4 white queen · e4 white circle · f4 white circle · g4 white circle · h4 white circle · c3 white circle · d3 white circle · e3 white circle · b2 white circle · d2 white circle · f2 white circle · a1 white circle · d1 white circle · g1 white circle | d8 white circle · h8 white circle · a7 white circle · d7 white circle · g7 white circle · b6 white circle · d6 white circle · f6 white circle · c5 white circle · d5 white circle · e5 white circle · a4 white circle · b4 white circle · c4 white circle · d4 white queen · e4 white circle · f4 white circle · g4 white circle · h4 white circle · c3 white circle · d3 white circle · e3 white circle · b2 white circle · d2 white circle · f2 white circle · a1 white circle · d1 white circle · g1 white circle | 1 |
|   | a | b | c | d | e | f | g | h |   |